# Kathrin Neimke
Kathrin Neimke, née le 18 juillet 1966 à Magdebourg (Saxe-Anhalt), est une athlète allemande, qui faisait partie des meilleures spécialistes mondiales au lancer du poids dans les années 1980 et 1990. 

## Carrière
Jusqu'en 1990, elle a représenté la République démocratique allemande. 
Elle a notamment remporté deux médailles olympiques, l'argent à Séoul et le bronze à Barcelone.

## Palmarès

### Jeux olympiques
- Jeux olympiques d'été de 1988 à Séoul ( Corée du Sud)
  -  Médaille d'argent au lancer du poids
- Jeux olympiques d'été de 1992 à Barcelone ( Espagne)
  -  Médaille de bronze au lancer du poids
- Jeux olympiques d'été de 1996 à Atlanta ( États-Unis)
  - 7e au lancer du poids

### Championnats du monde d'athlétisme
- Championnats du monde d'athlétisme de 1987 à Rome ( Italie)
  -  Médaille d'argent au lancer du poids
- Championnats du monde d'athlétisme de 1991 à Tokyo ( Japon)
  - 8e au lancer du poids
- Championnats du monde d'athlétisme de 1993 à Stuttgart ( Allemagne)
  -  Médaille de bronze au lancer du poids
- Championnats du monde d'athlétisme de 1995 à Göteborg ( Suède)
  - 4e au lancer du poids

### Championnats d'Europe d'athlétisme
- Championnats d'Europe d'athlétisme de 1990 à Split ( Yougoslavie)
  -  Médaille de bronze au lancer du poids
- Championnats d'Europe d'athlétisme de 1994 à Helsinki ( Finlande)
  - 6e au lancer du poids

### Championnats du monde d'athlétisme en salle
- Championnats du monde d'athlétisme en salle 1995 à Barcelone,  Espagne
  -  Médaille d'or au lancer du poids

### Championnats d'Europe d'athlétisme en salle
- Championnats d'Europe d'athlétisme en salle 1988 à Budapest,  Hongrie
  -  Médaille d'argent au lancer du poids

## Records
- Lancer du poids en plein air : 21,21 m à Rome ( Italie), le 5 septembre 1987.
- Lancer du poids en salle : 20,94 m à Senftenberg ( Allemagne), le 3 février 1988.